# Efraasia minor
Efraasia minor és una espècie de dinosaure sauropodomorf. Era un herbívor quadrúpede que va viure durant el Triàsic superior, fa uns 210 milions d'anys. Les seves restes fòssils es van trobar a Alemanya. El nom del gènere prové del seu descobridor, Eberhard Fraas.